# Imadaddin Nasimi
Ali' Imādu d-Dīn Nasīmī (Azerbaijan: Seyid Əli İmadəddin Nəsimi عمادالدین نسیمی, tiếng Ả Rập: عمادالدین نسیمی), thường được biết đến như Nesimi, (1369 Vô danh) -1417 lột da sống ở Aleppo) là một nhà thơ Ḥurūfī Turmen Iraq hoặc Azeri thế kỷ 14. Được biết đến chủ yếu là theo bút danh (hoặc takhallus) Nesîmî, ông sáng tác một divan tiếng Azerbaijan, một tác phẩm tiếng Ba Tư, và một số bài thơ tiếng Ả Rập. Ông được coi là một trong những nhà thơ thần bí Turkic vĩ đại nhất của thế kỷ cuối 14 và đầu 15 và là một trong những bậc thầy đi văng đầu nổi bật nhất trong lịch sử văn họcTurkic (ngôn ngữ được sử dụng trong divan này gần Azerbaijan). 